# Xuân Thới Thượng
Xuân Thới Thượng là một xã thuộc huyện Hóc Môn, Thành phố Hồ Chí Minh, Việt Nam. 
Xã Xuân Thới Thượng có diện tích 18,57 km², dân số năm 2021 là 81.781 người, mật độ dân số đạt 4.403 người/km².